# یواس‌اس کرداک (ای‌ام-۳۵۶)
یواس‌اس کرداک (ای‌ام-۳۵۶) (به انگلیسی: USS Creddock (AM-356)) یک کشتی بود که طول آن ۱۸۴ فوت ۶ اینچ (۵۶٫۲۴ متر) بود. این کشتی در سال ۱۹۴۴ ساخته شد.